# Hannah Biedermann
Hannah Biedermann (* 1982 in Bonn) ist eine deutsche Theaterregisseurin, Dramaturgin, Theaterpädagogin und Schauspielerin.

## Leben
Biedermann studierte nach dem Abitur Schauspiel an der Schauspielschule Theater der Keller in Köln und anschließend den Diplomstudiengang Szenische Künste an der Universität Hildesheim.
Als Theaterregisseurin inszenierte unter anderem am JungenEnsembleStuttgart, Schauspielhaus Bochum, Schauspielhaus Düsseldorf, Staatstheater Karlsruhe, Stadttheater Ingolstadt, Staatstheater Braunschweig, Theater Bremen, Nationaltheater Mannheim und am Berliner Grips-Theater.
Biedermann arbeitete von 2013 bis 2015 fest als Dramaturgin und Regisseurin am Comedia Theater in Köln.
2007 gründete sie die Theatergruppe pulk fiktion, die nach genreübergreifenden und interdisziplinären Formen jenseits klassischer Narrative für junges Publikum sucht. Alle Stücke wurden zu diversen nationalen und internationalen Festivals eingeladen. Viele Produktionen wurden mit Preisen bedacht.
Sie arbeitet für Festivals wie die Spurensuche – Bundesweites Treffen für freie Kinder- und Jugendtheater und Augenblick mal! 2009/2011. Daneben ist Biedermann regelmäßig als Theaterpädagogin aktiv, arbeitete mit Menschen mit Behinderung und leitete Workshops u. a. am Theaterhaus Jena, am Grips Theater und für die Kulturagenten für kreative Schulen, sowie für die Dramaturgische Gesellschaft.

## Inszenierungen (Auswahl)
- (Nicht) Efraim Töchter (2009) – pulk fiktion
- Die Geschichte von Lena (2011) – Theater Marabu
- Der Rest der Welt (2011) – pulk fiktion
- Soweit ich mich erinnern kann, war ich immer schon da (2012) – KinderTheaterHaus Hannover
- Neben mir (2012) – Junges Staatstheater Karlsruhe
- Papas Arme sind ein Boot (2013) – pulk fiktion
- Am Ende ist ma immer nur wer anderes (2014) – Theater Strahl Berlin
- Konferenz der wesentlichen Dinge (2014) – pulk fiktion
- Methode Baklava (2015) – COMEDIA Theater Köln
- Der gewissenlose Mörder Hasse Karlsson. (2015) – Junges Staatstheater Karlsruhe
- MÜLL. Ein Making-of (2015) – GRIPS Theater Berlin
- Der Junge mit dem Koffer (2016) – Junges Stadttheater Ingolstadt
- Galaktika Silencia (2016) – musiktheater bruit! und pulk fiktion
- All about Nothing (2016) – pulk fiktion
- Entweder und (2016) – Junges Ensemble Stuttgart
- Die rote Zora (2017) – Junges Stadttheater Ingolstadt
- METAPOLIS (2017) – Staatstheater Braunschweig
- Max und Moritz (2017) – pulk fiktion
- Die Regeln des Sommers (2017) – Junges Nationaltheater Mannheim
- Eltern – Ein Forschungsunterfangen (2018) –  Junges Theater Bremen
- LIEBE ÜBEN – dokumentarisches Tanztheater (2018) – Vonder Mühll/Thuwis/Biedermann
- Trollwut – Ein Diskursmusical (2018) – pulk fiktion
- Alle Jahre wieder (2018) – Schauspielhaus Bochum
- Rose ist eine Rose ist eine Rose (2019) – Junges Ensemble Stuttgart
- perfect family (2019) – Bürgerbühne Schauspielhaus Düsseldorf
- Das Mädchen, mit dem die Kinder nicht verkehren durften (2019) - Theater Oberhausen
- Hieronymus (2019) - pulk fiktion
- er werden (2020) - Staatstheater Mainz
- Denken ohne Geländer (2020) - pulk fiktion
- RÄUMEN (2020) - Theater im Marienbad
- Robin und die Hoods (2021) - pulk fiktion
- dÄmonen (2022) - vonder Mühll/Thuvis/Biedermann
- Was das Nashorn sah, als es auf die andere Seite des Zauns schaute (2022) - Theater Bonn
- Der Schnee von Gestern (2022) - pulk fiktion
- Der rote Baum (2023) - Theater Bremen
- Ein Fisch wird nur so groß wie sein Aquarium (2023) - Staatstheater Wiesbaden
- Um Kopf und Kragen (2023) - Junges Theater Basel

## Auszeichnungen
Hannah Biedermann erhielt 2017 den Deutschen Theaterpreis Der Faust in der Kategorie Beste Regie Kinder- und Jugendtheater für entweder und (Junges Ensemble Stuttgart). Außerdem wurde sie 2016 mit dem Förderpreis für junge Künstlerinnen und Künstler des Landes NRW ausgezeichnet und erhielt mit ihrer Gruppe pulk fiktion den George Tabori Förderpreis 2016, dem größten bundesweiten Preis für freies Theater.
- 2011 – Publikumspreis – licht.blicke 6 Nürnberg für ein stück autokino
- 2012 – Publikumspreis – WESTWIND - Kinder und Jugendtheatertreffen NRW für Der Rest der Welt
- 2014 – 1. Preis der Jury – WESTWIND - Kinder und Jugendtheatertreffen NRW für Papas Arme sind ein Boot
- 2015 -  Publikumspreis – Wildwechsel – Kinder und Jugendtheatertreffen des Ostens für Am Ende ist man immer nur wer anderes

- Lobende Erwähnung – WESTWIND - Kinder und Jugendtheatertreffen NRW für Konferenz der wesentlichen Dinge
- Nominierung – 26. Kölner Kinder- und Jugendtheaterpreis von Konferenz der wesentlichen Dinge und Methode Baklava
- 2016 – Förderpreis für junge Künstlerinnen und Künstler des Landes Nordrhein-Westfalen

- George Tabori Förderpreis für pulk fiktion
- Best OFF Niedersachsen für Konferenz der wesentlichen Dinge 
- Publikumspreis – Hart am Wind 
– 5. Norddeutsches Kinder- und Jugendtheaterfestival für Konferenz der wesentlichen Dinge
- Projektpreis Kinder- und Jugendkulturland NRW für Cüs – Die Transformation meiner Welt
- 2. Preis der Jury – WESTWIND - Kinder und Jugendtheatertreffen NRW für Tigermilch (Dramaturgie)
- 2017 – JugendStückePreis des Heidelberger Stückemarkts 2017 für All about Nothing - Preis der Fachjury UND Preis der Jugendjury WESTWIND - Kinder und Jugendtheatertreffen NRW für All about Nothing - Nominierung – 28. Kölner Kinder- und Jugendtheaterpreis von All about Nothing – Deutscher Theaterpreis Der Faust in der Kategorie Beste Regie Kinder- und Jugendtheater für entweder und (Junges Ensemble Stuttgart)[9]
- 2018 – Preis der Fachjury WESTWIND - Kinder und Jugendtheatertreffen NRW für Max und Moritz
- 2020 - Kölner Kinder- und Jugendtheaterpreis für Hieronymus
- 2022 -  Kölner Kinder- und Jugendtheaterpreis für Robin und die Hoods
- 2023 - ASSITEJ PREIS für besondere Verdienste im Kinder- und Jugendtheater

Ihre Inszenierungen waren auf diversen Festivals vertreten, darunter:
- Augenblick mal! – Theatertreffen für junges Publikum[12]
- Westwind – Kinder- und Jugendtheatertreffen NRW[13]
- Favoriten – Theaterfestival für freies Theater in NRW[14]
- Wildwechsel – Kinder- und Jugendtheatertreffen des Osten[15]
- Spurensuche – Bundestreffen freier Kinder- und Jugendtheater[16]
- Starke Stücke -  internationales Kinder- und Jugendtheaterfestival im Rhein/Maingebiet[17]
- Best Off Niedersachsen[18]
- Schäxpir – internationales Kinder- und Jugendtheatertreffen in Linz/Österreich[19]
- Perspektives – deutsch-französisches Festival der Bühnenkunst

## Belege
1. ↑  FBE agentur : Hannah Biedermann. Abgerufen am 26. März 2017.
2. ↑  Michael Kranixfeld: Hannah Biedermann. Archiviert vom Original (nicht mehr online verfügbar) am 26. März 2017; abgerufen am 26. März 2017 (deutsch).  Info: Der Archivlink wurde automatisch eingesetzt und noch nicht geprüft. Bitte prüfe Original- und Archivlink gemäß Anleitung und entferne dann diesen Hinweis.
3. ↑  JES | Junges Ensemble Stuttgart – Hannah Biedermann. Archiviert vom Original (nicht mehr online verfügbar) am 26. März 2017; abgerufen am 26. März 2017.  Info: Der Archivlink wurde automatisch eingesetzt und noch nicht geprüft. Bitte prüfe Original- und Archivlink gemäß Anleitung und entferne dann diesen Hinweis.
4. ↑  Hannah Biedermann – Stadttheater Ingolstadt. Archiviert vom Original am 26. März 2017; abgerufen am 4. Mai 2024.
5. ↑  staatstheater-braunschweig.de: Staatstheater Braunschweig: METAPOLIS | 9+. Abgerufen am 26. März 2017.
6. ↑  Hannah Biedermann – Comedia Köln. Archiviert vom Original (nicht mehr online verfügbar) am 26. März 2017; abgerufen am 26. März 2017.  Info: Der Archivlink wurde automatisch eingesetzt und noch nicht geprüft. Bitte prüfe Original- und Archivlink gemäß Anleitung und entferne dann diesen Hinweis.
7. ↑  Pulk Fiktion. Abgerufen am 26. März 2017.
8. ↑  Die Spurensuche. In: spurensuche-theatertreffen.de. Archiviert vom Original am 2. März 2017; abgerufen am 5. Juni 2024.
9. 1 2  buehnenverein.de: Deutscher Theaterpreis der Faust 2017 – Die Gewinner (Memento vom 3. November 2017 im Internet Archive)
10. ↑  Förderpreis für Nachwuchskünstlerinnen und -künstler  | Das Landesportal Wir in NRW. 25. August 2016, abgerufen am 26. März 2017.
11. ↑  george tabori preis 2016 – Fonds Darstellende Künste e.V. In: Fonds Darstellende Künste e.V. 29. Mai 2016 (fonds-daku.de [abgerufen am 26. März 2017]).
12. ↑  Augenblick mal! 2017. Abgerufen am 26. März 2017.
13. ↑  Westwind Festival, theatertreffen nrw für junges publikum 2017: Westwind Festival: all about nothing. Abgerufen am 26. März 2017.
14. ↑  Konferenz der wesentlichen Dinge – favoriten2016.de. Abgerufen am 26. März 2017.
15. ↑  Deutsches Nationaltheater & Staatskapelle Weimar: E-Werk-Fest 2015. Abgerufen am 12. Januar 2018.
16. ↑  Spurensuche. Abgerufen am 12. Januar 2018 (englisch).
17. ↑  wemove digital solutions: Starke Stücke. Abgerufen am 12. Januar 2018.
18. ↑  Best OFF – Festival Freier Theater. Abgerufen am 12. Januar 2018.
19. ↑  Home | Schäxpir. Abgerufen am 12. Januar 2018.

| Personendaten    | Personendaten                                                                 |
| ---------------- | ----------------------------------------------------------------------------- |
| NAME             | Biedermann, Hannah                                                            |
| KURZBESCHREIBUNG | deutsche Theaterregisseurin, Dramaturgin, Theaterpädagogin und Schauspielerin |
| GEBURTSDATUM     | 1982                                                                          |
| GEBURTSORT       | Bonn                                                                          |